# ماركوس سالاس كونتريرز
ماركوس سالاس كونتريرز هو سياسي مكسيكي، ولد في 25 أبريل 1955 في ولاية فيراكروز في المكسيك. نشط حزبياً في حزب العمل الوطني. وقد انتخب عضو مجلس النواب المكسيك ‏.